# Szlakami Tysiąclecia po Ziemi Kieleckiej

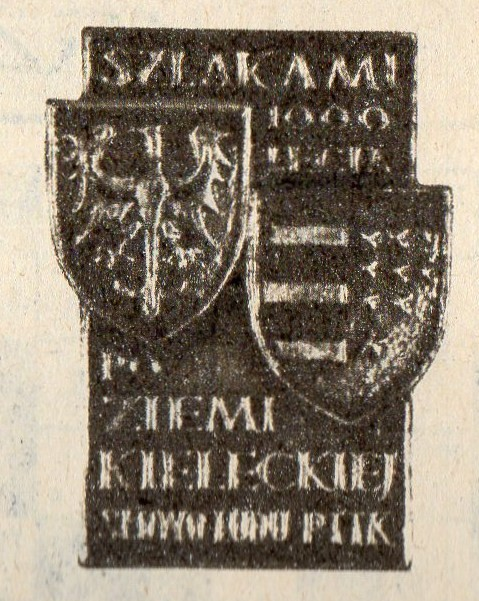
Wygląd odznaki

Szlakami Tysiąclecia po Ziemi Kieleckiej – polska regionalna odznaka turystyczna ustanowiona w 1966 przez Zarząd Okręgu PTTK w Kielcach. Należy do najstarszych odznak regionalnych w Polsce.
Na odznace przedstawione są herby Polski i ziemi sandomierskiej, co nawiązywać ma do roku milenijnego (1966) i do przeszłości ziemi kieleckiej. Odznaka ma trzy stopnie: brązowy, srebrny i złoty, a zdobywać ją mogą zarówno turyści piesi, rowerowi, jak i motorowi. Na stopień brązowy zwiedzić należy w ciągu roku (piesi – dwóch lat) 15 dowolnie wybranych miejscowości ze sporządzonej przez PTTK listy (137 pozycji). Na stopień srebrny należy zwiedzić dalsze 25 miejscowości w ciągu dwóch lat (piesi – trzech lat), a na złoty dalsze czterdzieści miejscowości przez trzy lata (piesi – przez cztery).